# Guerra italiana del 1521-1526
La guerra italiana del 1521-1526, dita igualment Guerra dels Quatre Anys, forma part de les Guerres d'Itàlia. El conflicte es desenvolupà entre el 1521 i el 1526 i hi lluitaren Francesc I de França i la República de Venècia contra l'emperador del Sacre Imperi Romanogermànic Carles V, Enric VIII d'Anglaterra i els Estats Pontificis. Entre les causes del conflicte hi ha l'elecció el 1519-1520 de Carles I com a emperador del Sacre Imperi Romanogermànic i la necessitat del papa Lleó X d'aliar-se amb Carles per combatre Martí Luter.
La guerra esclatà a l'Europa occidental el 1521, quan França envaí els Països Baixos i intentà ajudar Enric II de Navarra a recuperar el seu regne. Les forces imperials repel·liren la invasió i atacaren el nord de França, on els francesos aturaren la seva avançada. Aleshores, l'emperador, el papa i Enric VIII signaren una aliança formal contra França i les hostilitats començaren a la península Itàlica. A la batalla de Bicocca, els exèrcits imperial i papal derrotaren l'exèrcit francès i l'expulsaren del Milanesat. Després de la batalla, la lluita tornà al territori francès, mentre que Venècia signava la pau per separat. L'exèrcit anglès envaí França el 1523, mentre que Carles de Borbó, enutjat pels intents de Francesc d'apoderar-se de la seva herència, el traí i s'alià amb Carles I. El 1524 fracassà una temptativa francesa de recuperar el Ducat de Milà, cosa que donà al Borbó l'oportunitat d'envair Provença al capdavant d'un exèrcit espanyol.
El mateix Francesc dirigí un segon atac contra el Ducat de Milà (l'actual Llombardia) el 1525. La seva desastrosa derrota en la batalla de Pavia, en la qual fou capturat i la majoria dels seus principals nobles moriren, conduí al final de la guerra. Mentre estava empresonat a Espanya, Francesc signà el tractat de Madrid, en el qual renunciava a les seves aspiracions a Itàlia, Borgonya i Flandes. Unes setmanes després del seu alliberament, tanmateix, repudià les provisions del tractat, començant d'aquesta manera la Guerra de la Lliga de Cognac. Tot i que les Guerres d'Itàlia continuaren durant tres dècades més, aquestes s'acabaren sense que França pogués recuperar cap territori substancial a Itàlia.

## Preludi
Cap al 1518, la pau que havia prevalgut a Europa després de la batalla de Marignano començà a ensorrar-se. Les principals potències (Espanya, França, Anglaterra i el Sacre Imperi Romanogermànic) vivien un període de pau, havent acordat en el tractat de Londres que, si un país decidia trencar la pau, tots els altres s'aliarien per derrotar-lo. Tanmateix, la successió a la corona imperial dividí els quatre monarques. L'emperador Maximilià I volia que li succeís un Habsburg, per la qual cosa inicià una campanya a favor del seu net Carles I d'Espanya, mentre que Francesc es proposà com a candidat alternatiu. Alhora, el Papat i el Sacre Imperi Romanogermànic es veieren obligats a enfrontar-se a l'auge de les idees de Martí Luter que, al marge de qüestions teològiques, donaven als prínceps electors alemanys una raó per allunyar-se dels poders imperial i del vaticà. Mentrestant, Francesc s'enfrontava al cardenal Thomas Wolsey, qui volia aprofitar els moviments diplomàtics del continent pel benefici d'Anglaterra i d'ell mateix.

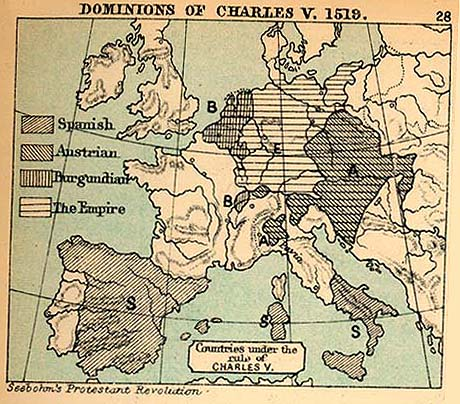
Territoris controlats per Carles I el 1519. A causa de la concentració de territoris en mans de Carles I, França estava en una posició geopolítica complicada.

L'emperador Maximilià I morí el 1519, deixant els seus estats patrimonials austríacs als seus nets: Carles, rei d'Espanya, i el seu germà Ferran. També deixà vacant el títol imperial. Així doncs, la mort de Maximilià I posà l'elecció imperial al primer pla de la política europea d'aliances. El rei francès posà de manifest el seu interès en l'elecció imperial a favor seu. El Papa Lleó X, encara amenaçat per la presència de tropes espanyoles a menys de 70 quilòmetres, donà suport a la candidatura francesa. Els mateixos prínceps electors, a part de Frederic III de Saxònia, qui rebutjà fer campanya, prometeren la seva ajuda als candidats. Abans de la seva mort, Maximilià ja havia promès quantitats de 500.000 florins als electors a canvi dels seus vots, però Francesc en comprometé fins a tres milions, i Carles decidí superar l'import del seu rival amb recaptacions d'impostos extraordinaris a Castella i endeutant-se amb els Fugger. El resultat final, tanmateix, no fou determinat pels suborns desorbitats, que incloïen la promesa de fer de l'arquebisbat de Magúncia una legació papal. El poble menut en general considerà un ultratge la idea d'un francès al capdavant de l'imperi Germànic, cosa que dugué als electors a iniciar una pausa en la deliberació. Això, juntament amb el fet que Carles situà l'exèrcit prop de Frankfurt del Main, que era on estaven reunits, feu que els electors es decantessin finalment per ell. El 23 d'octubre del 1520 fou elegit emperador del Sacre Imperi, títol que sumava als territoris espanyols acabats d'unificar (el Duc d'Alba havia conquerit Navarra el 1512 per Castella) i les possessions de la Casa de Borgonya als Països Baixos.
El cardenal Thomas Wolsey, que esperava augmentar la influència d'Enric VIII al continent, oferí els serveis d'Anglaterra com a mediadora del conflicte entre Carles i Francesc. Enric i Francesc es reuniren al Camp de la tela d'or. Mentrestant, Wolsey entretingué Carles a Calais. Després de les reunions, Wolsey es disposà a millorar la seva reputació amb vista al següent conclave, per la qual cosa organitzà una conferència d'arbitratge a Calais, que durà fins a l'abril del 1522 i no aconseguí solucionar el conflicte.

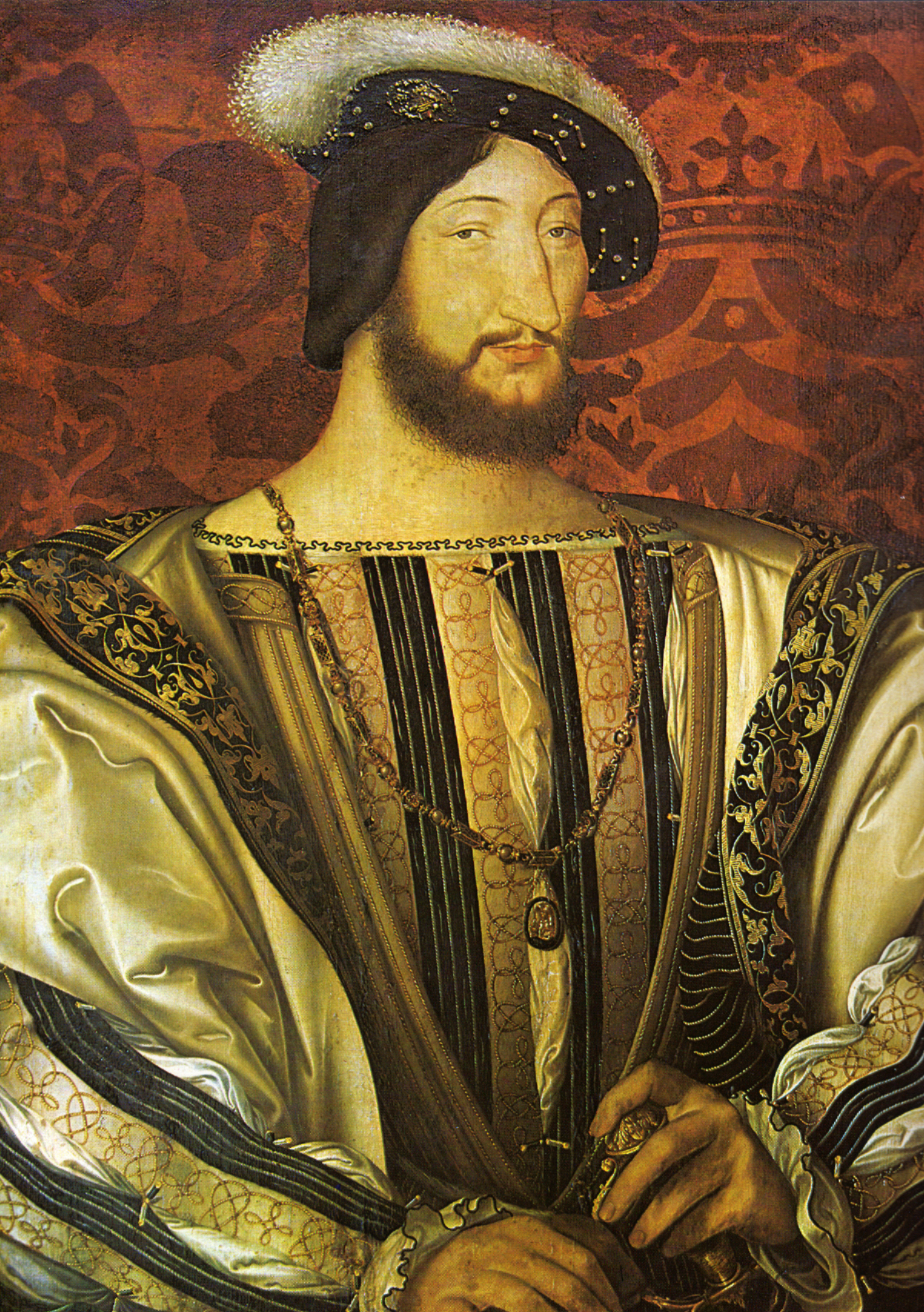
Francesc I de França, pintat per Jean Clouet. Francesc, en la seva ambició de convertir-se en emperador del Sacre Imperi, empenyé Europa a la guerra. De mentalitat encara medieval, arribà a desafiar a un duel al Marquès de Pescara i el mateix emperador Carles.

Al desembre, els francesos començaren a planejar la guerra. Francesc no desitjava atacar Carles obertament perquè Enric havia anunciat la seva intenció d'intervenir contra el primer que trenqués la fràgil pau. En lloc d'això, donà més suport encobert a incursions dins de territori imperial i espanyol. S'organitzà un atac sobre el riu Mosa, dirigit per Robert de la Marck. Els plans francesos ràpidament es revelaren inapropiats després de la intervenció d'Enric III de Nassau que tallà l'ofensiva del Mosa.
Simultàniament, un altre exèrcit donava suport a Enric II de Navarra per recuperar el regne que havia conquerit Ferran I d'Aragó el 1512. La contraofensiva navarrogascona fou dirigida per André de Foix, senyor d'Asparrots. Les operacions foren aprovisionades i finançades pels francesos, que negaren tota responsabilitat. A Navarra alhora que la població es revoltava contra la invasió castellanoaragonesa, hi entrava l'exèrcit navarrogascó al comandament del general Asparrots. El regne fou alliberat en poc temps, però l'exèrcit castellà reaccionà enviant un exèrcit de 30.000 homes ben equipats que s'enfrontaren a la rodalia de Pamplona a l'exèrcit franconavarrès, que era tres vegades menys nombrós, en la batalla de Noain el 30 de juny del 1521, on es produí la derrota de les tropes franconavarreses, sent determinant en el control de Navarra per Espanya.
Mentrestant, Carles estava ocupat amb l'assumpte de Martí Luter, amb qui s'enfrontà a la Dieta de Worms al març del 1521. L'emperador, que no sabia alemany, veia el catolicisme com una manera de lligar els diversos estats del Sacre Imperi Romanogermànic. Com el papa Lleó X, per la seva banda, no estava disposat a tolerar el repte públic a la seva autoritat, ell i l'emperador estigueren obligats a donar-se suport mutu contra Luter, que comptava amb l'ajut de Frederic de Saxònia i Franz von Sickingen. El 25 de maig, Carles i el cardenal Girolamo Aleandro, el nunci papal, proclamaren l'edicte de Worms contra Luter. Alhora, l'emperador electe arribà a un acord amb el papa per la restitució de Parma i Piacenza als Estats Pontificis, la investidura del regne de Nàpols, la coronació imperial de Carles. i la restitució de Milà als Sforza. Lleó, que necessitava un mandat imperial per la seva campanya contra allò que veia com una perillosa heretgia, prometé ajudar a expulsar els francesos de Llombardia, deixant Francesc únicament amb la República de Venècia com a aliada.

## Moviments inicials (1521-1522)
L'alçament a Navarra al costat de l'ofensiva navarrès-gascona en suport a Enric II de Navarra va ser un èxit en la recuperació del regne al maig de 1521 ocupant Pamplona però les tropes franceses van ser derrotades a Logronyo i Noain al juny del 1521 per les tropes espanyoles, molt superiors en nombre, amb la pèrdua de 5.000 homes en la que va ser ferit i fet presoner, i els castellans van entrar a Pamplona, conquerint altre cop l'Alta Navarra, si bé la Baixa Navarra (la part més enllà dels Pirineus, i situada avui en dia en territori fracès) fou evacuada per motius de seguretat i en aquesta part és on va conservar el títol Enric II.
Al juny, els exèrcits imperials encapçalats per Enric III de Nassau envaïren el nord-est de França, prengueren les ciutats de Ardres i Mouzon i assetjaren Tournai. Foren retinguts per l'acarnissada resistència dels francesos, liderats per Pierre Terrail, senyor de Bayard, i per Anne de Montmorency, durant el setge de Mézières, cosa que donà temps a Francesc per reunir un exèrcit i enfrontar-se a l'atac. El 22 d'octubre del 1521, Francesc es trobà amb el gruix de l'exèrcit imperial, que estava comandat per Carles V en persona, prop de Valenciennes. Malgrat l'apressament de Carles de Borbó, Francesc vacil·là a atacar, cosa que donà temps de retirar-se a Carles. Quan els francesos finalment estigueren preparats per avançar, el començament d'unes pluges persistents els impediren fer una persecució efectiva i les forces imperials pogueren escapar sense presentar batalla. Poc després, tropes franceses sota el comandament de Guillaume Gouffier, senyor de Bonnivet, i Claudi de Lorena, Duc de Guise, després d'una sèrie prolongada de maniobres, assetjaren l'estratègica ciutat d'Hondarribia, a la desembocadura del riu Bidasoa a la frontera francoespanyola. La conquesta d'aquesta ciutat, que romandria a les seves mans els següents dos anys, proporcionà als francesos una posició avantatjosa al nord d'Espanya.

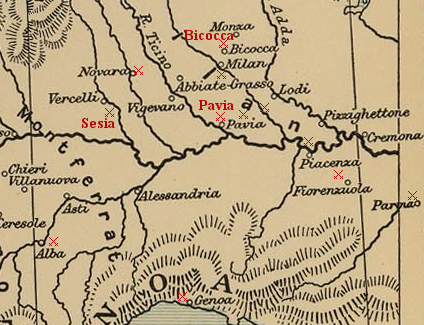
Batalles a Llombardia (1521-25). Els enfrontaments en Bicocca, el Sesia i Pavia estan senyalats.

Cap al novembre, la situació francesa s'havia deteriorat considerablement. Carles, Enric VIII i el Papa signaren una aliança contra Francesc el 28 de novembre. A Odet de Foix, vescomte de Lautrec, el governador francès de Milà, li fou encomanada la tasca de resistir a les forces papals i imperials, però fou derrotat per Prospero Colonna, i cap a finals de novembre havia sigut expulsat de Milà i s'havia retirat a un anell de pobles al voltant del riu Adda.; Complint l'acord amb el papa, Parma i Piacenza passaren als Estats Pontificis. Dies després morí el pontífex. Mentre, Lautrec es reforçà amb l'arribada de mercenaris suïssos; però sense diners per pagar-los, hagué de desistir en els seus desitjos d'atacar les forces imperials tot seguit. El nou papa electe, que fins aleshores havia sigut el governador del regne de Castella, Adrià VI, adoptà inicialment una postura neutral per intentar pacificar la cristiandat per frenar els turcs, però l'estat d'Itàlia era precari: els Estats Pontificis i Venècia esgotades, Florència sota Juli de Mèdici, cosí del papa Lleó X, les repúbliques de Siena i Lucca obedients a la potència més poderosa, els estats del marqués de Montferrat i del duc de Savoia, sotmesos a França i protegits per guarnicions militars, mentre que Milà depenia dels espanyols i imperials.
El 27 d'abril del 1522, Lautrec atacà l'exèrcit combinat papal i imperial sota el comandament de Colonna prop de Milà en la batalla de Bicocca. Lautrec havia planejat utilitzar la seva superioritat en artilleria per aconseguir un avantatge, però els suïssos, impacients per enfrontar-se a l'enemic, s'interposaren entre els seus canons i carregaren contra els arcabussers espanyols que s'havien atrinxerat. En la contesa resultant, els suïssos foren derrotats pels espanyols, que no perderen cap efectiu, sota Fernando de Ávalos, el marquès de Pescara i per una força de lansquenets comandada per Georg von Frundsberg. La seva moral s'enfonsà i els suïssos es retiraren als seus cantons. Lautrec, a qui li quedaven poques tropes per continuar la campanya, abandonà Llombardia. Colonna i de Ávalos, ja sense oposició, assetjaren Gènova i capturaren la ciutat el 30 de maig.

## França en problemes (1522-1524)
La derrota francesa a Bicocca li suposà la pèrdua de Gènova, que tornà a l'òrbita imperial i Francesc II Sforza s'establí a Milà. A més, la derrota de Lautrec feu que Anglaterra participés obertament en el conflicte. A finals de maig del 1522, l'ambaixador anglès presentà a Francesc un ultimàtum que enumerava una sèrie d'acusacions contra França, sobretot el seu suport a John Stewart, duc d'Albany a Escòcia. Totes foren negades pel rei. Enric VIII i Carles signaren el tractat de Windsor el 16 de juny del 1522. El tractat establia un atac conjunt angloimperial contra França, en el qual cada part aportaria almenys 40.000 homes. Carles acceptà compensar Anglaterra per les pensions que podria perdre a causa del conflicte amb França i pagar els deutes passats, que serien confiscats. Per segellar l'aliança, acordà el seu matrimoni amb l'única filla d'Enric, Maria. Al juliol, els anglesos atacaren Bretanya i Picardia des de Calais. Francesc fou incapaç de reunir fons per sostenir una resistència significativa i l'exèrcit anglès cremà i saquejà el camp.

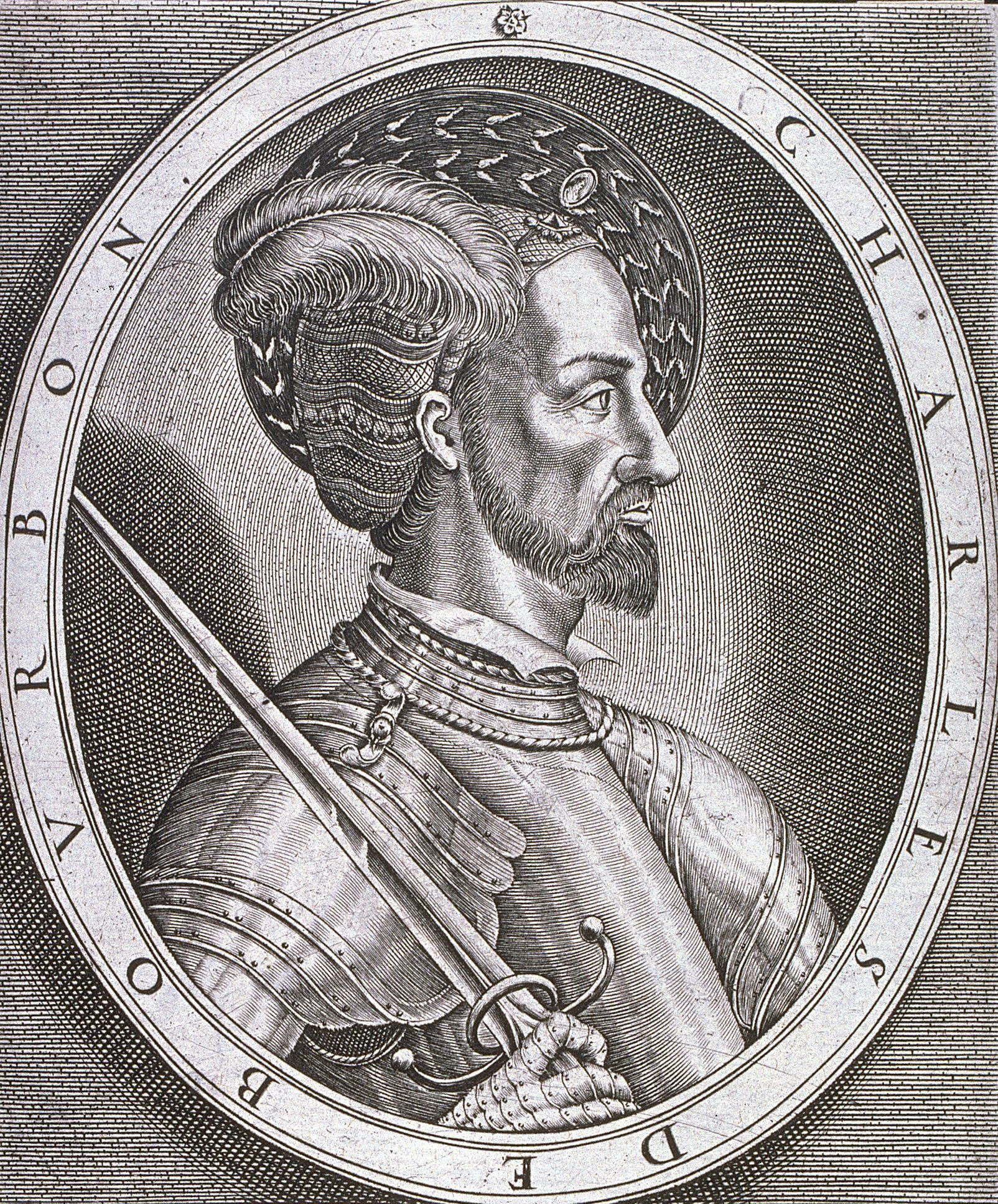
Carles III, Duc de Borbó, d'un gravat de Thomas de Leu. Enfrontat amb Francesc, Borbó el traí i s'alià amb Carles I.

Francesc provà diverses formes de reunir diners, però estava concentrat en un plet contra Carles de Borbó. Aquest havia rebut la majoria de les seves possessions gràcies al seu matrimoni amb Susana de Borbó, que havia mort poc abans del començament de la guerra. Lluïsa de Savoia, cosina de Susana i mare del rei, insistia que els territoris en disputa havien de passar a la seva propietat a causa del seu proper parentesc amb la difunta. Francesc era conscient que apropiar-se d'aquelles terres milloraria prou la seva posició financera per continuar la guerra i començà a confiscar-ne parts en nom de Lluïsa. Borbó, molest per aquest tractament i cada vegada més aïllat a la cort, començà a temptejar Carles I per trair el rei francès.
Cap al 1523, França estava a la vora del col·lapse. La mort del dux Antoni Grimani elevà Andrea Gritti, un veterà de la guerra de la Lliga de Cambrai, al poder a Venècia. Ràpidament començà a negociar amb l'emperador i el 29 de juliol signà el tractat de Worms, que retirava la República de la guerra. El papa Adrià VI també s'uní al bàndol imperial en una lliga antifrancesa. juntament amb Anglaterra, l'arxiduc Ferran d'Àustria i els estats italians de Venècia, Florència, Gènova, Lucca i Siena i el duc de Milà.
Borbó continuà les seves negociacions amb Carles, oferint-li començar una rebel·lió contra Francesc a canvi de diners i tropes alemanyes. Aleshores Francesc, que estava avisat de la trama, el cità a Lió a l'octubre. Per guanyar temps, Carles de Borbó fingí que estava malalt i fugí a Besançon, ciutat lliure en territori imperial. Enfadat, Francesc manà executar tots els seguidors de Borbó que es capturessin, però el Duc mateix, havent rebutjat una oferta final de reconciliació, entrà públicament al servei de l'emperador.
Carles envaí el sud de França a través dels Pirineus. Lautrec defensà amb èxit Baiona contra els espanyols, però Carles fou capaç de recuperar Hondarribia al febrer del 1524. Alhora, un enorme exèrcit anglès sota el comandament de Charles Brandon, duc de Suffolk, penetrà en territori francès des de Calais. Els francesos, debilitats per l'atac imperial, foren incapaços de resistir i Suffolk aviat passà el riu Somme, devastant el camp al seu pas, fins a aturar-se a només 80 quilòmetres de París. Carles, tanmateix, no pogué donar suport a l'ofensiva anglesa, així que Suffolk, poc disposat a arriscar-se en un atac contra la capital francesa, tornà a Calais.

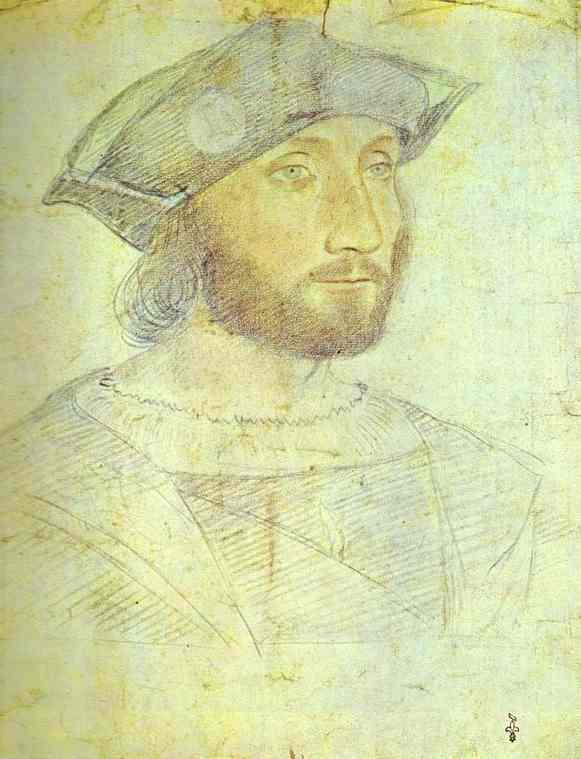
Guillaume Gouffier, senyor de Bonnivet, retratat per Jean Clouet (ca. 1516). Bonnivet comandà diversos exèrcits francesos durant la guerra.

Francesc centrà ara la seva atenció en Llombardia. A l'octubre del 1523, un exèrcit francès de 18.000 homes sota el comandament de Bonnivet avançà a través del Piemont cap a Novara, on s'uní a una força de la mateixa entitat formada per mercenaris suïssos. Prospero Colonna, que només disposava de 9.000 homes per oposar-se a l'avançada francesa, es retirà a Milà. Bonnivet, tanmateix, sobreestimà la mida de l'exèrcit imperial i preferí instal·lar-se als quarters d'hivern d'Abbiategrasso sense intentar atacar la ciutat. Coincidint amb aquesta nova ofensiva de l'exèrcit francès, el papa Adrià VI morí i l'aleshores governant de Florència, Juli de Mèdici, nebot de Lleó X, fou elegit nou papa al novembre del 1523 com a Climent VII. Tement la puixança francesa, Venècia i Climent VII, en nom de la Santa Seu i de Florència, pactaren la seva neutralitat amb el rei francès, retirant el seu suport a l'emperador.
Els comandants imperials pogueren reunir 15.000 lansquenets i una gran força sota el comandament de Borbó pel 28 de desembre, quan Carles de Lannoy rellevà el moribund Colonna. En aquell moment, molts suïssos havien abandonat l'exèrcit francès i Bonnivet començà a retirar-se. Les derrotes franceses en la batalla del Sesia a l'abril del 1524, on Bayard fou mort mentre comandava la rereguarda francesa, i en la batalla de Biagrassa al maig del 1524 demostraren de nou el poder de les formacions d'arcabús contra les tropes tradicionals. L'exèrcit francès fou obligat aleshores a retirar-se darrere dels Alps de manera completament desorganitzada.
De Ávalos i Borbó creuaren els Alps amb prop d'11.000 homes i envaïren Provença a principis de juliol. Marxant a través dels petits pobles sense trobar oposició, Borbó prengué la capital provincial d'Ais de Provença el 9 d'agost, adoptà el títol de comte de Provença i prometé lleialtat a Enric VIII per agrair-li el seu suport contra Francesc. Cap a mitjans d'agost, Borbó i de Ávalos havien assetjat Marsella, l'únic baluard a Provença que romania en mans franceses. Tanmateix els seus assalts a la ciutat fracassaren i, quan l'exèrcit francès sota el comandament del mateix Francesc arribà a Avinyó a finals de setembre, es veieren obligats a retirar-se a Itàlia.

### Navarra
Mentrestant, la guerra pel control del regne de Navarra no s'havia acabat. Tres mesos després de la derrota de Noain, els partidaris d'Enric II ocupen el castell d'Amaiur al setembre i Hondarribia a l'octubre, mantenint la franja Baztan-Bidasoa sota el seu control. Al març del 1522, els castellans tornaren a prendre Roncesvalls i el castell d'Orzorrotz a la penya d'Ekaitza, sobre les localitats d'Ituren i Zubieta. El 10 de maig del 1522, l'emperador Carles I concedí un perdó general amb l'excepció expressa de més de 400 persones, amb la finalitat de disminuir la resistència al regne.
El 17 de juny, en una batalla amb baixes en ambdós bàndols, els castellans prengueren Doneztebe, que fou incendiada, i d'aquesta manera la línia defensiva navarresa Baztan-Bidasoa quedava tallada. El 28 de juny, l'exèrcit imperial conquerí el castell de Behobia després que hagués estat abandonat. Dos dies després tingué lloc la batalla del mont Aldabe a la rodalia. Al juliol,10.000 homes encerclaren el castell d'Amaiur, els dos-cents defensors del qual eren navarresos, i n'aconseguiren la capitulació el 22 de juliol del 1522.
A l'octubre del 1523, Carles I anà a Pamplona per preparar la campanya contra els resistents navarresos a la fortalesa d'Hondarribia i la Baixa Navarra. Decretà al desembre un altre perdó reial, excloent-ne 152 representants de famílies navarreses. En aquesta situació, un exèrcit de 27.000 homes es preparà a Navarra i Guipúscoa, dividits en tres columnes per atacar Lapurdi, la Baixa Navarra i Bearn. Després de 24 dies de campanya, havent fracassat en la presa de Baiona i sense ni tan sols arribar a Tolosa, tornaren després d'haver perdut una quarta part de les tropes per desercions i malalties. En aquesta campanya resultaren destruïdes les poblacions d'Auloron, Navarrencs, Garrüze, Sordes, Hastings, Maule, Sauvatèrra i Bidaxen.
Reorganitzats al febrer després d'aquesta expedició, assetjaren de nou la fortalesa d'Hondarribia. El 2 de febrer començà el bombardeig. Mentre es negociava la seva rendició, els francesos abandonaren el castell el 27 de febrer, però els navarresos s'hi quedaren. El 29 de febrer es decretà un perdó als navarresos a canvi de la seva entrega i submissió. La plaça fou entregada a l'abril del 1524, dos anys i mig des de la seva presa. Aquest ampli perdó donà pas a una consolidació de l'administració castellana al regne, tot i que no totes les reintegracions promeses es compliren.

## Campanya del 1524-1525

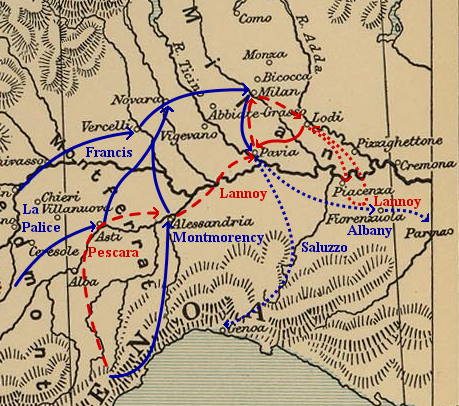
L'avançada francesa a Llombardia i la campanya de Pavia del 1524-25. Els moviments francesos es mostren en blau i els imperials en vermell.

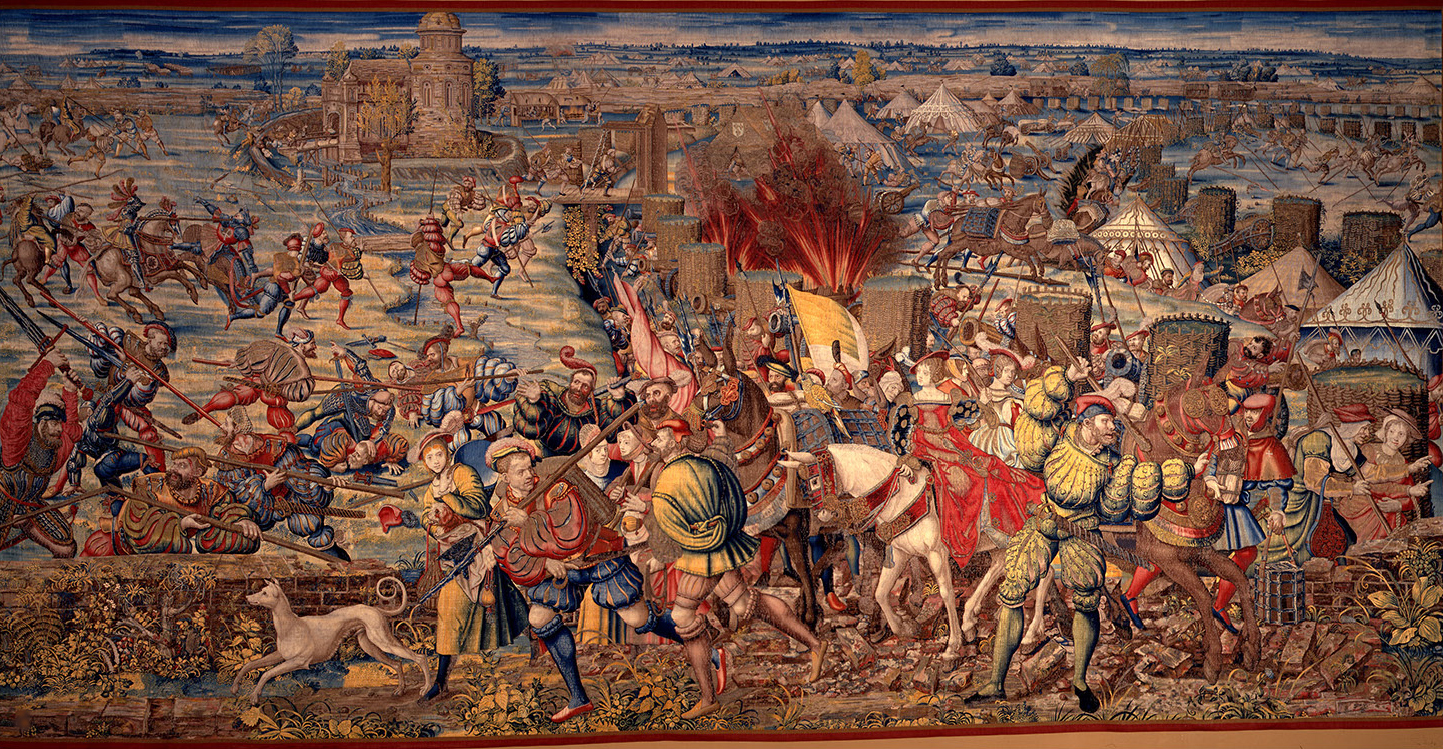
Part dels Tapissos de Pavia de Barnaert van Orley (ca. 1531)

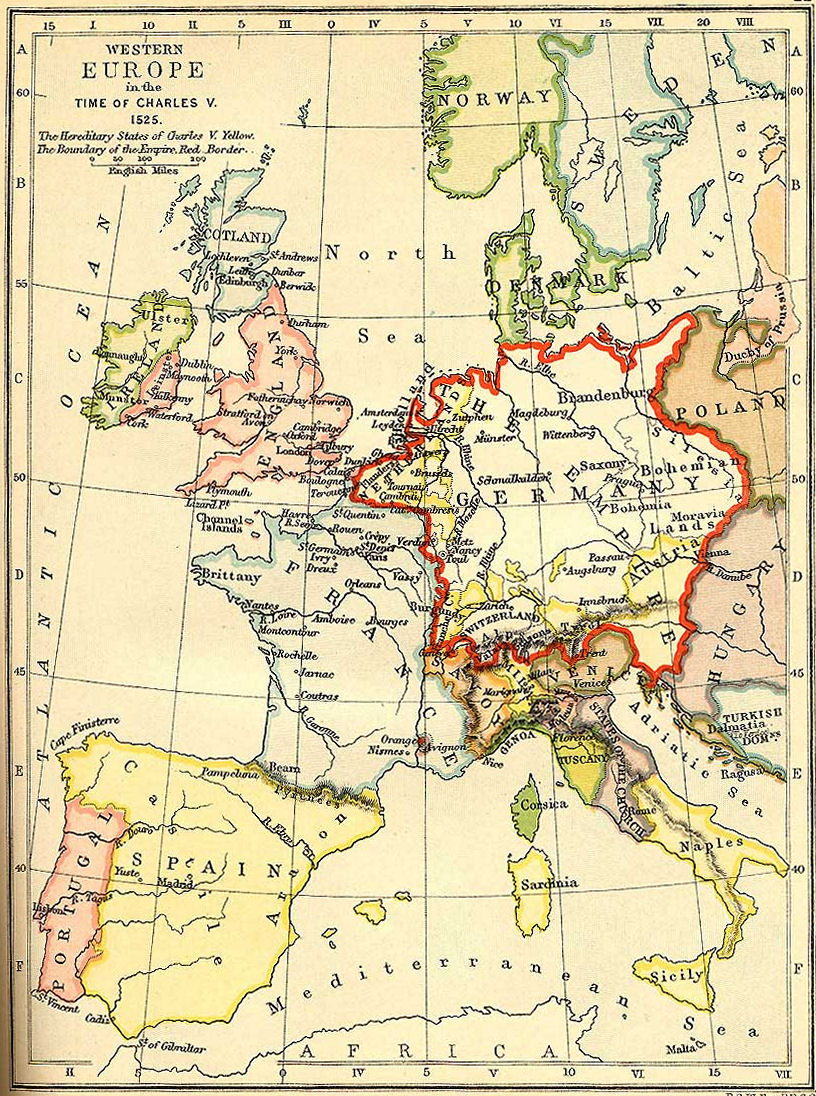
L'Europa occidental el 1525, després de la batalla de Pavia. L'Imperi Espanyol es trobava aleshores en plena confirmació com a potència hegemònica als camps de batalla europeus. Precisament a les Guerres d'Itàlia es forjaren els seus temibles terços, una formació nova i pràcticament invencible fins al 1643, en la batalla de Rocroi, on noves tècniques de guerra es revelaren més eficaces que les ideades originalment pel Gran Capità.

A mitjans d'octubre, el mateix Francesc passà els Alps al capdavant d'un nou exèrcit per envair Itàlia. Avançà cap a Milà amb més de 40.000 homes. Borbó i Ávalos, amb tropes que no s'havien recuperat de la campanya de Provença, no estaven en condicions d'oferir una resistència seriosa. L'exèrcit francès es mogué en diverses columnes, desestimant les temptatives imperials d'aturar la seva avançada, però sense poder atraure el cos principal de les tropes imperials a la batalla. Tanmateix, Carles de Lannoy, que havia reunit uns 16.000 homes per oposar-se a les 33.000 tropes franceses que planaven sobre Milà, decidí que la ciutat no podia ser defensada i es retirà a Lodi el 26 d'octubre. Havent entrat a Milà i col·locat Lluís II de la Trémoille com a governador de la ciutat, Francesc dividí els seus exèrcits, un per reprendre Nàpols, un altre per Gènova i un altre encapçalat pel mateix rei francès per assetjar Pavia, on Antonio de Leyva es trobava juntament amb una important guarnició imperial.
El gruix de les tropes franceses arribà a Pavia durant els següents dies d'octubre. Cap al 2 de novembre, Montmorency havia creuat el riu Ticino i havia envestit la ciutat des del sud, completant l'encerclament. Dins de la ciutat hi havia prop de 7.000 homes, principalment els mercenaris d'Antonio de Leyva, que hagueren de cobrar en plata d'església, a falta d'altres mitjans. Això fou seguit per un període d'escaramusses i algun bombardeig d'artilleria, amb el resultat que s'obriren diverses bretxes a les muralles a mitjans de novembre. El dia 21 d'aquell mes, Francesc intentà un assalt a la ciutat a través de dues de les bretxes, però es veié obligat a retrocedir patint nombroses baixes. Destorbats pel temps plujós i la falta de pólvora, els francesos decidiren esperar que fos la gana la que fes la seva feina sobre els assetjats.
A principis de desembre, forces espanyoles comandades per Hug de Montcada arribaren a la rodalia de Gènova, amb el propòsit d'interferir en un conflicte entre les faccions partidàries dels Valois (francesos) i dels Habsburg. Francesc, al seu torn, envià un contingent encara més gran al comandament de Michele Antonio di Saluzzo, marquès de Saluzzo per interceptar els espanyols. Confrontats amb els francesos, molt superiors en nombre, i sense suport naval a causa de l'arribada de la flota pro-Valois al comandament d'Andreu Doria, els espanyols es rendiren. Aleshores Francesc signà un pacte secret amb el Papa Climent VII, pel qual es comprometia a no auxiliar l'emperador Carles a canvi de l'ajuda de Francesc per conquerir Nàpols. Ignorant el que li aconsellaven els seus comandants, Francesc separà una part de les seves tropes sota el comandament de John Stewart, Duc d'Albany, i les envià cap al sud per ajudar el papa. Lannoy intentà interceptar l'expedició de Stewart prop de Fiorenzuola, però patí moltes baixes i es veié forçat a tornar a Lodi a causa de la intervenció de les temudes Bandes Negres —segons molts autors, els millors mercenaris italians del moment— de Giovanni dalle Bande Nere, que acabaven d'entrar en el conflicte al servei dels francesos per iniciativa del papa, cosí de la mare de Giovanni, també de la família Mèdici. Tot seguit, el condottiero Giovanni es dirigí a Pavia amb reserves de pólvora reunides pel duc de Ferrara. Tot i que les posicions franceses es veieren alhora debilitades per la marxa d'uns 5.000 grisons (mercenaris suïssos), que tornaren als seus cantons per defensar-los contra una incursió imminent de lansquenets.
El gener de 1525, 12.000 lansquenets arribaren al comandament de Georg von Frundsberg per alleujar Lannoy, que reprengué l'ofensiva. Ávalos capturà la posició francesa a San Angelo, tallant la comunicació entre Pavia i Milà, mentre una altra columna de lansquenets avançava a Belgiojoso i, malgrat ser retinguts breument per un atac liderat per Mèdici i Bonnivet, ocuparen la ciutat. El 2 de febrer, Lannoy ja estava a només uns quilòmetres de Pavia. Francesc havia alçat el campament amb el gruix del seu exèrcit al gran parc emmurallat de Mirabello, fora de les muralles de la ciutat, entre la guarnició de Leyva i l'exèrcit d'auxili que estava de camí. Les tropes de Leyva continuaren fustigant els assetjadors durant el mes de febrer. Mèdici fou greument ferit i es retirà a Piacenza per recuperar-se, cosa que obligà Francesc a traslladar gran part de la seva guarnició a Milà per suplir les Bandes Negres. Tanmateix, les escaramusses tingueren poc efecte sobre el resultat final de la batalla. El 21 de febrer, els comandants imperials, que tenien poques provisions i creien erròniament ser inferiors en nombre als francesos, decidiren llançar un atac contra el castell de Mirabello amb l'objectiu de salvar les aparences i desmoralitzar prou els francesos per retirar-se amb certa seguretat.
A la matinada del 24 de febrer de 1525, enginyers imperials obriren bretxes a les muralles de Mirabello, cosa que permeté a les forces de Lannoy entrar al parc. Alhora, Leyva atacà des de Pavia amb allò que quedava de la guarnició. A la subsegüent batalla de quatre hores, la cavalleria pesant francesa, que tan eficaç s'havia mostrat contra els suïssos a Marignano deu anys abans, tapà la seva pròpia artilleria amb un avenç ràpid i ràpidament es veié envoltada i aïllada del seu exèrcit per lansquenets i els nombrosos arcabussers espanyols d'Ávalos. Mentrestant, una sèrie de llargs combats d'infanteria acabaren amb l'aniquilació dels suïssos i la infanteria francesa. L'era de la cavalleria pesant tocava a la seva fi i els camps de batalla es democratitzaven gràcies a la creixent importància d'una infanteria abastada de piques i arcabussos.
Els francesos patiren moltes baixes i perderen el gruix de l'exèrcit. Bonnivet, Jacques de la Palice, la Trémoille i Richard de la Pole moriren, mentre que Anne de Montmorency, Robert de la Marck i el mateix rei Francesc foren fets presoners juntament amb altres nobles de menys importància. La nit següent a la batalla, Francesc entregà a Lannoy una carta per la seva mare a París, en la qual li relatà allò que acabava de passar-li:
| «                                        | Per informar-te de com em van passant les desgràcies, tot està perdut menys l'honor i la vida, que està fora de perill. | » |
| — Carta del rei Francesc a la seva mare. | |   |

No gaire més tard, Francesc s'assabentà que el Duc d'Albany havia perdut gran part dels seus homes a causa de l'esgotament i moltes desercions, de manera que tornaren a França sense mai arribar a Nàpols. Allò que quedava de l'exèrcit francès, a més de la petita guarnició que es mantenia al Castello Sforzesco de Milà, es retirà a través dels Alps a les ordres de Carles IV d'Alençon i arribà a Lió al març.

## Madrid (1525-1526)
Després de Pavia, el destí del rei francès i de la mateixa França fou objecte d'intenses anades i vingudes diplomàtiques. Carles V, mancat de fons amb què pagar la ingent maquinària de guerra imperial, decidí renunciar al matrimoni Tudor que havia acordat amb Enric VIII i, en lloc d'això, intentà contraure núpcies amb Isabel de Portugal, que aportaria un dot més substanciós. Borbó, mentrestant, conspirava amb Enric VIII per envair i repartir-se França. Alhora, animaba Ávalos a apoderar-se de Nàpols i declarar-se Rei d'Itàlia, tot i que aquest trobà la lleialtat a l'emperador Carles més important que la seva pròpia ambició, així que rebutjà l'oferta i n'informà el seu senyor.; Lluïsa de Savoia, que havia romàs a França com a regent durant l'absència del seu fill, intentà reunir fons i tropes per defensar-se d'una probable invasió de l'Artois per part de tropes angleses. Francesc, convençut de recuperar la llibertat si aconseguia una audiència amb Carles, pressionà Ávalos i Lannoy, que pretenien traslladar-lo al Castell Nou de Nàpols, per dur-lo finalment a Espanya. Conscients dels plans d'invasió de Borbó, Ávalos i Lannoy acordaren fer-ho així i Francesc I arribà a Barcelona el 12 de juny.; Guicciardini destaca que ell mateix no té gaire clar si «Francesc creia això perquè jutjava els homes com si fossin de la seva mateixa naturalesa o perquè els homes s'autoenganyen fàcilment quan estan en joc els seus propis desitjos».
En un primer moment s'instal·là Francesc en un poble prop de València, però Carles es veié apressat per Montmorency i Lannoy per signar un acord. Aquests suggerien una possible deslleialtat dels italians per l'aliança imperial, Carles manà traslladar el rei francès a Madrid, on se'l tingué pres al Reial Alcàsser de Madrid i la Casa de los Lujanes. Ja a Madrid, Carles es negà rotundament a entrevistar-se amb Francesc fins que aquest signés el tractat que li proposaren. Carles reclamava la cessió del Milanesat, però també de Borgonya i Provença, a la qual cosa Francesc responia que les lleis franceses no permetien al sobirà la cessió de territoris propietat de la corona sense l'aprovació del Parlament, que segurament s'hi negaria.

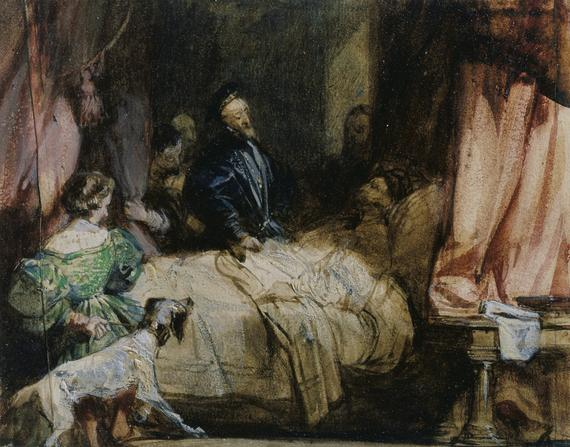
Carles V visitant Francesc I després de la batalla de Pavia, de Richard Parkes Bonington (aquarel·la sobre paper del 1827).

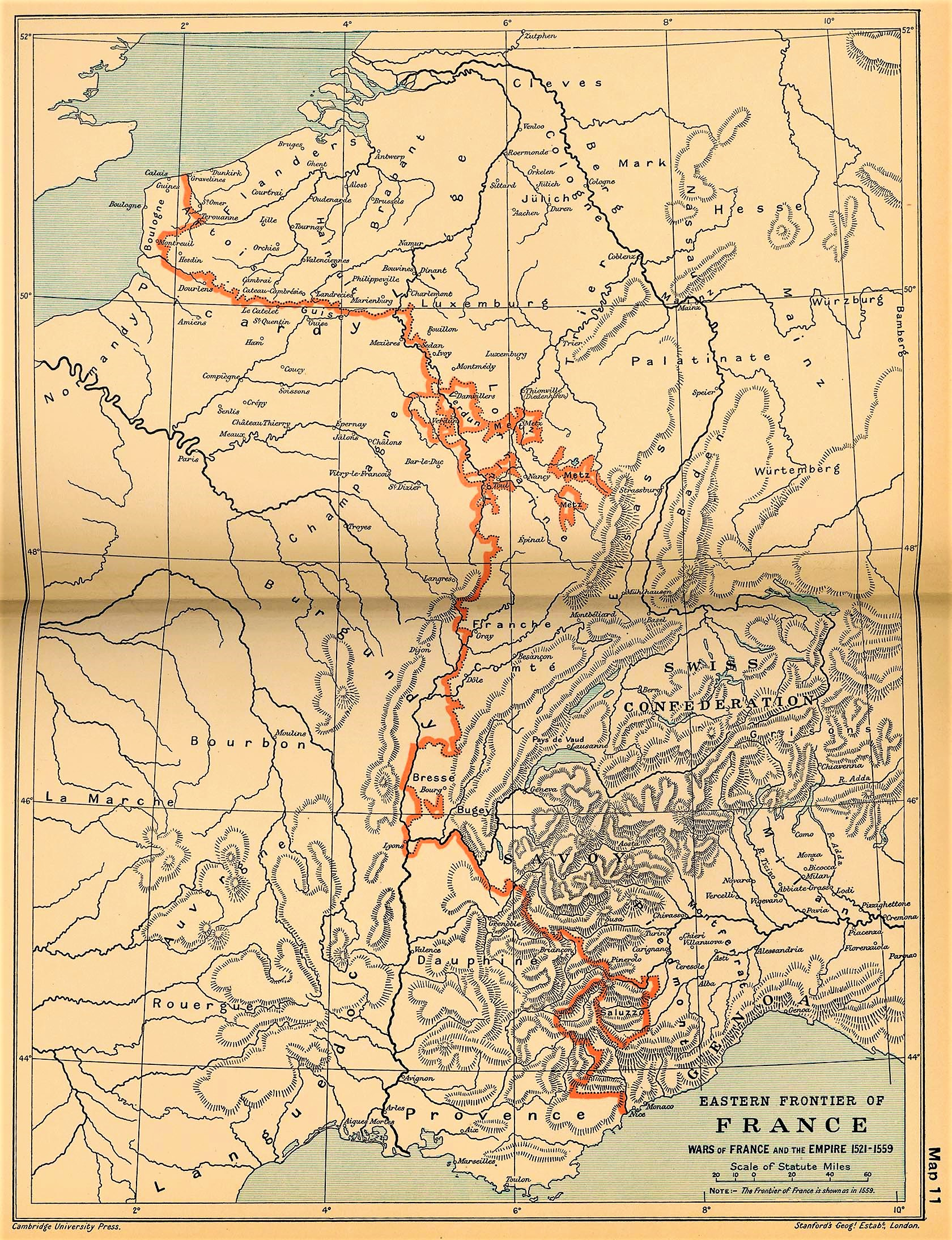
Fronteres de França després de la Pau de Cateau-Cambrésis, el 1559. Malgrat més de tres dècades de guerra addicional, França no pogué recuperar cap de les seves anteriors possessions a Llombardia.

Al setembre, Francesc caigué greument malalt i la seva germana, Margarida de Navarra, cavalcà des de París per fer-li companyia a Espanya.; Els metges de l'emperador examinaren el rei francès i, creient que la seva malaltia era causada per la pena originada per no ser rebut per l'emperador, demanaren a Carles que consentís visitar-lo. Carles, en contra del consell del seu Gran Canceller, Mercurino Gattinara, que opinava que visitar el monarca francès al seu llit de mort era una acció interessada més que de compassió i era, per tant, quelcom indigne de l'emperador, el visità. Després d'això, Francesc tardà poc a recuperar-se per complet. Més tard, un intent de fugida fallà estrepitosament i resultà en el retorn obligat a França de la seva germana Margarida.
Cap a principis del 1526, Carles es veié importunat per les demandes de Venecia i el papa, que desitjaven restaurar Francesc II Sforza al tron del Ducat de Milà, i a més començava a interessar-li signar un acord urgent amb el francès, abans que comencés una altra guerra. Francesc, havent intentat retenir Borgonya, sense resultat, estava disposat a entregar-la a canvi de la seva pròpia llibertat. El 14 de gener del 1526, Carles V i Francesc I signaren el tractat de Madrid, pel qual el rei gal renunciava a totes les seves anteriors pretensions territorials a Itàlia, Flandes i Artois i entregava Borgonya a Carles. També acceptava enviar dos dels seus fills a la cort espanyola com a ostatges, prometia casar-se amb la germana de Carles, Elionor d'Àustria, i retornar als Borbons tots els territoris que els hagués arrabassat.
Uns 40 anys més tard, aquestes possessions resultarien crucials per l'imperi dels Habsburg, car possibilitaren la comunicació per terra amb Flandes, aleshores en guerra, a través de la ruta coneguda com a Camí Espanyol. Francesc fou alliberat el 6 de març i, escortat per Lannoy, viatjà al nord fins a Hondarribia. El 18 del mateix mes, creuà el Bidasoa per finalment arribar a França. Alhora, el delfí i el seu germà passaren a Espanya des de Baiona, per quedar com a ostatges, com s'havia acordat. En aquell moment, Francesc ja havia aconseguit la pau amb Anglaterra pel tractat de Hampton Court, signat per Thomas Wolsey i l'ambaixador francès. El tractat fou ratificat per una delegació francesa a Greenwich a l'abril del 1527.
Tanmateix, Francesc no tenia intenció de complir la resta d'allò que s'havia acordat a Madrid. El 22 de març, amb la benedicció del Papa (membre de la família Mèdici i enutjat amb la preponderància espanyola a Itàlia), declarà la seva desvinculació amb l'acord, al·legant que s'havia signat sota coerció. El papa Climent VII, que mentrestant s'havia convençut que el creixent poder de l'emperador posava en perill les seves possessions a Itàlia, envià negociadors a Francesc I i Enric VIII per estudiar una aliança en contra d'ell. Enric, com que no havia obtingut cap prebenda al tractat de Madrid, es mostrà receptiu a l'oferta. Al maig, Francesc i el papa s'aliaren per iniciar la Guerra de la Lliga de Cognac en un intent de recuperar els territoris perduts pels francesos. Enric, que no aconseguí en un principi que el tractat se signés a Anglaterra, no s'uniria a la lliga francovaticana fins al 1527. La guerra es revelà una elecció equivocada pels interessos de Francesc i més fins i tot pel papa (que gairebé hi perdé la vida), però Francesc i el seu successor, Enric II de França, continuarien amb els seus intents d'apoderar-se del Milanesat en successives guerres italianes, per finalment renunciar-hi a la Pau de Cateau-Cambrésis el 1559.